# Jean d'Amboise
 (juin 2023).
La mise en forme du texte ne suit pas les recommandations de Wikipédia : il faut le « wikifier ».
Les points d'amélioration suivants sont les cas les plus fréquents. Le détail des points à revoir est peut-être précisé sur la page de discussion.
- Les titres sont pré-formatés par le logiciel. Ils ne sont ni en capitales, ni en gras.
- Le texte ne doit pas être écrit en capitales (les noms de famille non plus), ni en gras, ni en italique, ni en « petit »…
- Le gras n'est utilisé que pour surligner le titre de l'article dans l'introduction, une seule fois.
- L'italique est rarement utilisé : mots en langue étrangère, titres d'œuvres, noms de bateaux, etc.
- Les citations ne sont pas en italique mais en corps de texte normal. Elles sont entourées par des guillemets français : « et ».
- Les listes à puces sont à éviter, des paragraphes rédigés étant largement préférés. Les tableaux sont à réserver à la présentation de données structurées (résultats, etc.).
- Les appels de note de bas de page (petits chiffres en exposant, introduits par l'outil «  Source ») sont à placer entre la fin de phrase et le point final[comme ça].
- Les liens internes (vers d'autres articles de Wikipédia) sont à choisir avec parcimonie. Créez des liens vers des articles approfondissant le sujet. Les termes génériques sans rapport avec le sujet sont à éviter, ainsi que les répétitions de liens vers un même terme.
- Les liens externes sont à placer uniquement dans une section « Liens externes », à la fin de l'article. Ces liens sont à choisir avec parcimonie suivant les règles définies. Si un lien sert de source à l'article, son insertion dans le texte est à faire par les notes de bas de page.
- La présentation des références doit suivre les conventions bibliographiques. Il est recommandé d'utiliser les modèles {{Ouvrage}}, {{Chapitre}}, {{Article}}, {{Lien web}} et/ou {{Bibliographie}}. Le mode d'édition visuel peut mettre en forme automatiquement les références.
- Insérer une infobox (cadre d'informations à droite) n'est pas obligatoire pour parachever la mise en page.

Pour une aide détaillée, merci de consulter Aide:Wikification.
Si vous pensez que ces points ont été résolus, vous pouvez retirer ce bandeau et améliorer la mise en forme d'un autre article.
Jean d'Amboise, né à Douai en Flandres (alors possession du roi d'Espagne) vers 1514 et mort à Paris le 13 décembre 1584, fut un chirurgien ordinaire de cinq rois de France à partir du roi François Ier.

## Biographie
Jean d'Amboise est né à Douai en Flandres (alors possession du roi d'Espagne) vers 1514 selon l’Encyclopédie méthodique (« On voit que Jean d'Amboise doit avoir fourni une assez longue carrière ; car lors même qu'il n'aurait été mis au nombre des chirurgiens de François Ier qu'en 1544, il aurait exercé cette fonction à la cour durant quarante ans; il avait donc au moins soixante-dix ans à sa mort, en 1584 »).
Il était en 1545 chirurgien du connétable Anne de Montmorency. Il fut ensuite chirurgien ordinaire de cinq rois de France à partir de François Ier. Il fut naturalisé français par lettres du 29 janvier 1566,.
Mort le 13 décembre 1584, il fut inhumé dans la chapelle Saint-Pierre de l'église Saint-Gervais à Paris. Sur sa tombe figurait l'épitaphe suivante : Cy gist noble homme et sire maître Jehan d'Amboise, en son vivant conseiller et chirurgien ordinaire de cinq rois, qui trespassa le 13 jour de décembre 1584.

## Famille
Jean d'Amboise épousa le 29 mars 1543 Marie Fromager, fille de Jean Fromager, chirurgien juré au Châtelet de Paris. Ils eurent pour enfants :
- François, l'aîné, né le 5 août 1550 à Paris. Régent au collège de Navarre (1572), avocat au parlement de Paris, conseiller (1581) puis président au parlement de Bretagne (1583), avocat-général au Grand Conseil (1586), maître des requêtes (1597), conseiller d'État (1604). Poète et écrivain, on lui doit une édition des œuvres d'Abélard. Gustave Chaix d'Est-Ange (1903) écrit qu'il est anobli par les charges dont il revêt et reçoit des lettres patentes de chevalerie, en 1589[6]. Pour Valette (2007), il est anobli par les lettres patentes de 1589[7]. Il porte les qualifications de baron de la Charité sur Loire, seigneur d'Hemery, de Vezeuil, etc. Il épouse en 1594 Marguerite Cousinet, fille d'un notaire de Meaux[6] ;
- Adrien, le cadet, né en 1551. Prédicateur du roi Henri IV, curé de Saint-André des Arts et évêque de Tréguier[6] ;
- Jacques, le dernier, né en 1558. D'abord chirurgien, puis recteur de l'université de Paris[6].

## Origines familiales
Frédéric Saulnier, dans Le parlement de Bretagne (1909), écrit : « On a donné pour père à Jean d'Amboise, le chirurgien des rois de France, de François Ier à Henri III, le poète Michel d'Amboise, fils naturel de Chaumont d'Amboise, amiral de France et lieutenant général. Cette indication semble démentie. En réalité, les origines du chirurgien ne sont pas connues. On sait seulement qu'il est né à Douai, alors en Flandre espagnole, et a eu besoin de lettres de naturalisation en 1566 pour remplir les fonctions de valet de chambre de Charles IX. ».

### Rattachement contesté au poète Michel d'Amboise
Certains auteurs indiquent un lien familial avec le poète Michel d'Amboise.
Borel d'Hauterive écrit, dans Annuaire de la noblesse de France (1856) que le chirurgien Jean d'Amboise et ses descendants sont issus du poète Michel d'Amboise (né vers 1505/1506), fils naturel du maréchal d'Amboise, sans donner d'éléments ni de références pour appuyer cette affirmation. Cette thèse est reprise par Pol Potier de Courcy, dans sa version de l'Histoire de la Maison royale de France (1879), du père Anselme et par Louis de La Roque, dans Le Bulletin héraldique de France (1888). Ces auteurs écrivent que Jean d'Amboise était ainsi le fils de Michel d'Amboise et de son épouse Isabeau du Bois.
Or, les écrits du poète Michel d'Amboise contredisent ces affirmations : 
- Michel d'Amboise indique que sa femme Isabeau du Bois mourut en couches en 1530 avec l'enfant qu'elle mit au monde[11],[12],[13] et il ne mentionne pas d'autre enfant[11],[14].
- Il ne mentionne pas d'autre mariage avant son mariage avec Isabeau du Bois[11].
- Michel d'Amboise cite les endroits où il vécut, hébergé par ses différents parents, jusqu'à son mariage avec Isabeau du Bois en 1528[15] : à Sagonne (Cher) et à Paris jusqu'en 1525 chez son demi-frère Georges d'Amboise. Il était en 1525 à la bataille de Pavie sous les ordres d'Anne de Montmorency[16]. Il sera ensuite au château de Lignières (Cher) chez sa parente Catherine d'Amboise, puis trois ans au château de Barbezieux (Charente) chez sa parente Antoinette d'Amboise où il rencontra Isabeau du Bois qu'il épousa en 1528[17]. Il ne cite jamais la ville de Douai (alors en territoire du roi d'Espagne) où est né le chirurgien Jean d'Amboise[11].
- Michel d'Amboise, à la recherche de mécènes, semble avoir contacté le chirurgien Jean d'Amboise (portant "même nom" et selon lui "même naissance"), qu'il désigne comme "un sien parent" et "un bon personnage" et non "son fils"[18].

Le généalogiste Chaix d'Est-Ange écrit :

« un certain Michel d'Amboise né à Naples qui fut amené en France tout enfant en 1524 fut élevé par Ferou sieur de Fretoiseau procureur au Parlement de Paris devint un poète fort distingué et finit par mourir dans la misère sans laisser de postérité. L'ancienne maison d'Amboise est donc complètement éteinte. La famille d'Amboise aujourd'hui existante descend de Jean d'Amboise né à Douai en Flandres, dont on a voulu plus tard faire un fils de Michel d'Amboise. Ce personnage fut chirurgien des rois François Ier, Henri II, François II,Charles IX et Henri III, jouit auprès d'eux d'une certaine faveur, obtint en 1566 des lettres de naturalisation, mourut le 13 décembre 1584 et fut enterré en l'église Saint Gervais à Paris. Il avait épousé Marie fille de Jean Fromager chirurgien juré au Châtelet de Paris et en laissa trois fils : François, Adrien et Jacques d'Amboise que le roi Charles IX fit élever de ses deniers au collège de Navarre. »

— Chaix d'Est-Ange (1903)

### Rattachement contesté à la maison d'Amboise
De nombreux historiens et généalogistes tels que Louis Moréri, le père Anselme, Pierre Louvet, La Chenaye-Desbois, Gustave Chaix d'Est-Ange, etc. indiquent que la maison d'Amboise s'est éteinte en 1656 avec François-Jacques d'Amboise, comte d’Aubijoux qui mourut dernier de son nom et de sa maison le 9 novembre 1656
Au XVIIIe siècle, plusieurs chirurgiens ont écrit que Jean d'Amboise se rattachait à la maison d'Amboise :
- Jean Devaux (1649-1729), maître chirurgien, écrit dans Index funerous chirurgorum parisiensum, ab anno 1315 ad annum 1714 (1714) : « Jean d’Amboise, chirurgien, né de l'illustre maison d'Amboise (ex illustri stirpe Amboesiana genitus) »[23].
- François Quesnay (1694-1774), chirurgien royal puis médecin de Madame de Pompadour écrit dans Recherches critiques et historiques sur l'origine, sur les divers états et sur les progrès de la chirurgie en France' (1744) : « Des hommes distingués s'appliquaient à la chirurgie... l'illustre famille d'Amboise y trouva un digne objet d'ambition. La chirurgie lui donna la faveur des rois et l'estime du public... François d'Amboise (fils de Jean d'Amboise, chirurgien) se rendit à l'abbaye du Paraclet et y fut reçu par Marie de la Rochefoucauld, sa cousine, issue de la branche Chaumont-d'Amboise[24]. »
- Nicolas-François-Joseph Eloy, conseiller-médecin du duc de Lorraine écrit dans Dictionnaire historique de la médecine ancienne et moderne (1778): « Jean d'Amboise personnage issu de l'illustre famille de ce nom, vécut en France dans le XVIe siècle »[25].
- L'abbé Philippe-Louis Joly, en 1748, à la page 113 de ses Remarques critiques sur le Dictionnaire de Bayle, nous apprend que dans l'ouvrage de Michel d'Amboise intitulé Deux satyres du renommé poète Juvénal, translatées du latin en français, c'est à savoir la V et la VI, non encore vues, ci-devant - Paris, l'Angelier 1548, in 12, Michel d'Amboise écrit dans la préface qu'il a Un sien parent, né hors de France, qui porte même nom et même naissance que lui, qui, ce néanmoins, par sa connaissance merveilleuse du corps humain a prins la route de fortune és Cour des Grands, qui prisent son industrie. Michel d'Amboise ajoute qu'étant délaissé de tous, il a trouvé support dans ce bon personnage. Il conclut : « Jean d’Amboise, chirurgien de François Ier et des rois qui le suivent, est, si je ne me trompe, suffisamment désigné par ce passage. Ces termes : Qui porte même nom et même naissance ne laissent aucun doute que Jean ne fût bâtard de la maison d’Amboise. Ce que Michel [d'Amboise] ajoute immédiatement après, le confirme de plus en plus. »[18].

Si comme le pense l'abbé Joly cette préface de Michel d’Amboise Un sien parent, né hors de France, qui porte même nom et même naissance que lui, qui, ce néanmoins, par sa connaissance merveilleuse du corps humain a prins la route de fortune és Cour des Grands, qui prisent son industrie, désigne le chirurgien Jean d’Amboise, contacté par le poète Michel d’Amboise, à la recherche d'un support (« il n'était occupé qu'à chercher des protecteurs et des secours... ») (car portant "même nom" et selon lui "même naissance"), les écrits même du poète Michel d'Amboise viennent donc formellement démentir l'hypothèse que le chirurgien Jean d'Amboise soit son fils : car il ne l'aurait pas désigné "un sien parent" et "un bon personnage" mais "son fils".
En 1790 déjà, la notice consacrée à Jacques d'Amboise dans l'Encyclopédie méthodique : Médecine... rectifie cette assertion :
« Devaux dit que Jean d'Amboise qu'il qualifie de chirurgien du roi au châtelet de Paris était de l'illustre maison d'Amboise. II a pu avancer de bonne foi cette assertion, il n'en est pas ainsi de Quesnay qui l'a répétée dans un mémoire plein de faussetés. Quant à M. Eloy qui a donné à Jean d'Amboise la même origine, il l'a fait sans examen d'après Devaux ou Quesnay. On ne doit pas être surpris qu'il y ait encore aujourd'hui des gens qui le croient & peut être s'en trouvera-t-il par la fuite d'autres qui reproduiront l'anecdote avec confiance, mais s'ils l'entreprennent, ils voudront bien pour être crus produire dans l'arbre généalogique des illustres d'Amboise la place du père de Jean d'Amboise le chirurgien & surtout donner un démenti à une épitaphe qui se trouve on se trouvait en l'église paroissiale de Saint Gervais à Paris. »
« L’auteur des Recherches sur l’Origine de la Chirurgie a avancé que Jacques d’Amboise descendait de l’illustre famille d’Amboise & l’auteur de l’Index funerous a la même opinion. Si ce ne n’est qu’une erreur elle est grossière, si c’est une prétention elle est ridicule. »
Dès le XVIIIe siècle, cette hypothèse de rattachement est contestée :
- J. de l’Epine, doyen de la Faculté de Médecine à Paris écrit en 1745 : « Quant à sa famille c'est très faussement que sur la conformité de nom qu’on a imaginé qu’elle était une branche de l’illustre maison d’Amboise. La Chirurgie n’est point en France la profession d’un Gentilhomme[27]. »
- Le R. P Jean Pierre Niceron dans Mémoires pour servir à l'histoire des hommes illustres (1736)[28] écrit : « François d’Amboise naquit à Paris de Jean d’Amboise & de Marie Fromager. Ceux qui ont prétendu qu’il sortait d’une branche de l’illustre famille des d’Amboise se font trompés. Jean d’Amboise, son père, était natif de la Ville de Douai en Flandres. »

Sur l'hypothèse d'un rattachement du chirurgien Jean d'Amboise à la maison d'Amboise, Pierre Bayle dans son le Dictionnaire historique et critique(1697) écrit : « Je sais bien que François d’Amboise se qualifiait écuyer, dans l’édition d’Abélard, mais cela prouve tout au plus que son père ou lui avaient été anoblie et nullement que son père eut été chirurgien et gentilhomme tout ensemble. Il me vient une pensée que je donnerais pour ce qu’elle me coûte, c’est que peut-être les prédécesseurs de François d’Amboise ayant dérogé, il obtint la réhabilitation de sa famille. Que sait-on même si du côté gauche, il ne descendait pas de l’illustre maison d’Amboise ? C’est ce qui parait le plus vraisemblable, car il raconte qu’il alla au couvent du Paraclet (…) et qu’il y fut très bien reçu par l’abbesse, Marie de La Rochefoucauld, sa parente ».
- Les auteurs de l'édition de 1820 du Dictionnaire historique et critique apportent une correctif aux propos de Pierre Baye et citent un mémoire de 1716 communiqué par Charles d'Hozier[30], juge d'armes et généalogiste du roi, qui à la suite d'une enquête de sa part sur un rattachement de la famille d'Amboise à la maison d'Amboise[31], signale  cette « inoffensive imposture »[32] en indiquant :

« On suppose dans un petit livre intitulé Index funereus Chirurgorum Parisiensium ab anno 1315 ad annum 1714 imprimé à Trévoux chez Estienne Ganeau en 1714 que François, Adrien, et Jacques d’Amboise, fils de Jean étaient sortis de l’illustre maison d’Amboise et c’est sur cette fausse supposition que celui qui reste aujourd’hui le seul de la postérité de François d’Amboise usurpe les armes pleines de cette puissante maison. Lorsque feu M. Bayle commença à travailler son Dictionnaire Historique, s’il m’avait consulté, il aurait traité plus exactement et plus sûrement qu’il ne l’a fait beaucoup de faits généalogiques qu’il a avancés dans son ouvrage et qu’on n’a pas rectifiés depuis et qui resteront contre la vérité dans toutes les éditions que l’on fera de cet excellent livre. »
Une note complète cette information : 
« La postérité de cet homme suppose présentement mais très faussement sur la conformité du nom qu’elle est une branche de l’illustre maison d’Amboise mais on peut assurer très positivement que Jean d’Amboise, père de François d’Amboise, était natif de la ville de Douai en Flandre ; qu’il fut successivement chirurgien des rois François Ier, Henri II, François II, Charles IX et Henri III, qu’il fut naturalisé par lettres du 29 janvier de l’an 1566 en qualité alors de valet de chambre et chirurgien du roi Charles IX ; qu’il mourut le 13 de décembre de l’an 1584 et qu’il fut enterré dans l’église de Saint Gervais à Paris avec Marie Fromager sa femme. »
À partir du XIXe siècle, des auteurs d'ouvrages régionaux ont repris ce rattachement sans donner d'éléments pour l'appuyer :
- Georges Touchard Lafosse, ancien commissaire des guerres sous la révolution, écrit dans La Loire historique, pittoresque et biographique (1840) : « Vers l'époque du consulat, plusieurs descendants de l'illustre maison d'Amboise qui conservaient le nom, vivaient près de la ville d'Amboise, dépouillés de la grande fortune de leur aïeux mais, non pas revenus des prétentions héraldiques dont tant de siècles avaient fait pour eux une véritable légitimité. Il y avait là des demoiselles d'Amboise qui, par leurs grâces et la distinction de leurs manières, méritaient ces hommages qui sont de tous les temps[33]. »
- L. Boileau dans Le château d'Amboise et ses environs (1860) écrit : « Un des derniers descendants de cette illustre famille, Henri-Michel d'Amboise, seigneur du Clos-Lucé fut élu en 1790 député suppléant aux État-généraux ». Nous noterons au passage que la tombe d’Henri-Michel d’Amboise, qui figure au cimetière d'Amboise, à côté de celle du duc de Choiseul ministre de Louis XV, est classée monument historique depuis 1962, et que les historiens de la ville d'Amboise ont découvert récemment qu'une dizaine de descendants de Jean d'Amboise, chirurgien, étaient inhumés dans la même chapelle, et dans le même caveau, que ceux de l'ancienne famille d'Amboise, à l'intérieur de l'église des Cordeliers d'Amboise[34].
- Dans Archives royales de Chenonceau : Pièces historiques relatives à la chastellenie de Chenonceau (1864), une note de l'éditeur indique sur le propriétaire du château du Clos-Lucé : « C'est un des descendants non de la grande famille d'Amboise mais d'une branche bâtarde. Cette branche tire son origine d'un fils naturel de Charles d’Amboise de Chaumont deuxième du nom lieutenant général de Louis XII en Italie. Ce fils connu sous le nom de Michel d'Amboise seigneur de Chevillon était né à Naples et mourut en 1547[35]. »
- Marguerite Coleman dans Histoire du Clos-Lucé (1937) écrit à propos des descendants de Jean d'Amboise, chirurgien : « L'année 1636 doit compter dans les annales du Clos-Lucé car c'est à partir de cette date que la maison d'Amboise va entrer à nouveau en possession du domaine »[36].
- Gérard Troupeau dans les Mémoires de la Société archéologique de Touraine dans un article intitulé Neuillé-le-Lierre et la vie littéraire en Touraine aux XVIe et XVIIe siècles donne une généalogie de la famille d'Amboise qui rattache Jean d'Amboise (chirurgien) à Michel d'Amboise (fils naturel du maréchal d'Amboise)[37].
- Luc Boisnard dans Dictionnaire des anciennes familles de Touraine écrit à propos des descendants de Jean d'Amboise, chirurgien : « Famille issue de Michel d'Amboise, fils naturel de Charles d’Amboise, maréchal de France[38]. »
- Hélène Verlet dans Épitaphier du vieux Paris indique : « Jean d'Amboise, chirurgien, issu de la très noble famille d'Amboise sans préciser de quelle famille il s'agit ni donner le sens de cette appellation[39]. »
- Sur cette appellation « très noble », Dante Ughetti écrit dans un ouvrage consacré à François d'Amboise (fils du chirurgien Jean d'Amboise) donne l'explication suivante :

« Il existe une troisième hypothèse qui tirerait son origine d'une interprétation différente de cette « très noble famille » et autres expressions similaires employées par certains biographes ; le sens ne serait pas celui de « famille de grande noblesse » ou de « famille de gentilshommes », mais il indiquerait une famille dont les membres se sont signalés dans les sciences ou les arts, y faisant preuve de noblesse d’âme et de caractère. Jusqu’à présent, cette dernière supposition semblerait la plus vraisemblable et la plus valable, vu la profession de chirurgien exercée par le père de François et compte tenu des origines fort humbles de la famille qui appartenait alors à la petite bourgeoisie de la ville d’Amboise et serait montée à Paris. »
- Opinion déjà partagée par Pierre Bayle qui écrit en 1697 au sujet d'un éloge faite à Adrien d'Amboise, fils du chirurgien :

« Thiriot, qui entre autres louanges lui donna celle d’être sorti d’une très noble famille. Néanmoins Thiriot fait expressément mention de la chirurgie du père dans cet éloge du fils... « nobilissima familia » ne signifie point ce que les français appellent « famille très noble », « famille de gentilhommes » ; car si Thiriot avait ainsi entendu son latin, il eût parlé peu exactement. La chirurgie n’est point en France la profession d’un gentilhomme... Il pourrait donc être que non seulement Michel Thiriot, mais aussi Mr de Launoi on pris « noblissima familia » pour une famille considérable et qui faisait belle figure et non pas pour une famille de gentilhomme. C’est à quoi il faut prendre garde dans les éloges latines des hommes de lettres... »
Dante Ughetti a résumé les différentes thèses de rattachement de Jean d'Amboise, valet et chirurgien du roi à la maison d'Amboise, il écrit : 
« D’aucuns veulent le faire descendre directement de la noble et ancienne famille d’Amboise. D’autres affirment que la famille de François était certes liée de quelque façon à celle d’ancienne noblesse des d’Amboise, mais qu’un évènement obscur, peut-être ambigu, ne permettait pas de retrouver les lignes d’une telle ascendance, d’autres enfin affirment qu’il tirerait son origine d’une interprétation différente de cette « très noble famille » et d’autres expressions similaires employées par certains biographes. Que la profession de chirurgien n’était pas compatible avec celle d’une personne noble. Michel d'Amboise, fils naturel du Maréchal d'Amboise serait le père du chirurgien du roi Jean d’Amboise.Dans un document inédit Jean d’Amboise est défini comme « noble homme et sire Messire Jean d'Amboise » et il est signalé comme le bâtard du seigneur d’Aubjoux de la maison d’Amboise... À l’appui de cette thèse ajoutons que François et ses frères adoptent des armes « d’azur au lion d’or et lampassé de gueules au chef palé d’or et de gueules, le premier pal brisé d’un dauphin d’azur », armes qui sont, sauf la brisure celles de la maison d’Amboise. [...] Mais le fil de cet écheveau est si mince qu’il n’est guère prudent de céder à la tentation de le démêler, au risque d’aboutir à des conclusions trop hasardeuses. »
(Dante Ughetti commet ici une erreur : les armes de la maison d'Amboise ne sont pas « d'azur au lion d'or et lampassé de gueules » mais « Palé d'or et de gueules ». Ce sont ces armes que François d'Amboise et ses frères ont ajouté en chef des leurs en y ajoutant un dauphin.)
Sur cette reprise des armes de la maison d'Amboise par les descendants du chirurgien Jean d'Amboise, d'Hozier écrit : « C’est sur cette fausse supposition que celui qui reste aujourd’hui le seul de la postérité de François d’Amboise usurpe les armes pleines de cette puissante maison ».
- Dante Ughetti écrit en parlant de des enfants de Jean d'Amboise : « Quoi qu'il en soit, si François et ses frères ont su et pu s'affirmer dans les divers domaines des sciences et des arts, et s'élever jusqu'aux plus hauts degrés de l'échelle sociale, ils le doivent certainement aussi au zèle et au sérieux du chirurgien du roi, qui le premier, a tiré de l'ombre le nom des d'Amboise ou lui a redonné du lustre »[45]. Il ajoute sur François d'Amboise : « Il appartient donc à la petite bourgeoisie de la capitale, et ses prétentions à rattacher sa famille à l’ancienne et noble maison des Amboise, qui, en la personne du cardinal Georges avait donné le meilleur artisan de la politique de Louis XII, semblent peu fondées »[46].
- Hugues A. Desgranges dans Nobiliaire du Berry (1971) écrit : « Enfin, nous ne pouvons manquer de rappeler ici une troisième famille de ce nom établie au siècle dernier à Marseille… qui se prétendait issue d’un fils naturel du maréchal d’Amboise, lequel bâtard, en réalité, mourut sans enfants. Au vrai, elle avait pour auteur un certain Jean d’Amboise, né à Douai, naturalisé par lettres du 29 janvier 1566, chirurgien des rois François Ier , Henri II, Charles IX et Henri III, dont le fils aîné, déjà anobli par les charges parlementaires qu’il exerça, reçut des lettres de chevalerie au mois de juillet 1589. Il eut des possessions en Touraine et c’est ce qui incita ses descendants à relever abusivement les armes de leurs illustres homonymes »[47].
- Marc Venard écrit en 2006 dans Autour du Concile de Trente : actes de la table ronde de Lyon : « Cette famille d’Amboise n’a aucun rapport avec l’illustre lignage du cardinal d’Amboise. Elle sort de l’ombre avec un chirurgien des derniers Valois »[48].

À l'époque contemporaine, les historiens et les ouvrages consacrés à la noblesse française (Le Dictionnaire de la noblesse française (1975), le Catalogue de la noblesse française au XXIe siècle (2007), le Dictionnaire de la vraie/fausse noblesse (2008), le Dictionnaire et Armorial de la Noblesse (2005-2009) etc.) ne reprennent plus ce rattachement du chirurgien Jean d'Amboise à la maison d'Amboise.